# The Other Side (альбом Godsmack)
The Other Side — акустический мини-альбом американской хэви-метал-группы Godsmack, выпущенный 16 марта 2004 года.

## Об альбоме
В The Other Side вошли 3 новые песни группы и 4 вышедшие ранее, исполненные в акустическом варианте.
Одна из новых песен, «Touché», была записана при участии первого гитариста Godsmack, Ли Ричардса, а также фронтмена ныне несуществующей группы Dropbox.
«Running Blind» и «Voices» представляют собой песни, придуманные Салли Эрной задолго до записи альбома, однако никогда прежде не исполнявшиеся.
Трек «Asleep» являет собой акустическую, более короткую и спокойную версию песни «Awake» со второго альбома группы, носящего название Awake.

## Список композиций
| №  | Название        | Автор(ы)             | Длительность |
| -- | --------------- | -------------------- | ------------ |
| 1. | «Running Blind» | Эрна                 | 3:59         |
| 2. | «Re-Align»      | Эрна                 | 4:23         |
| 3. | «Touché»        | Эрна, Коско, Ричардс | 3:38         |
| 4. | «Voices»        | Эрна                 | 3:44         |
| 5. | «Keep Away»     | Эрна                 | 4:49         |
| 6. | «Spiral»        | Эрна                 | 5:21         |
| 7. | «Asleep»        | Эрна                 | 3:58         |

## Участники записи
- Салли Эрна — Вокал, гитара
- Тони Ромбола — Гитара, бэк-вокал
- Робби Меррилл — Бас-гитара
- Шеннон Ларкин — Ударные, перкуссия

## Позиции в чартах
Альбом — Billboard 200 (Северная Америка)
| Год  | Чарт              | Позиция |
| ---- | ----------------- | ------- |
| 2004 | The Billboard 200 | 5       |

Песни — Billboard (Северная Америка)
| Год  | Сингл           | Чарт                   | Позиция |
| ---- | --------------- | ---------------------- | ------- |
| 2004 | «Running Blind» | Mainstream Rock Tracks | 3       |
| 2004 | «Running Blind» | Modern Rock Tracks     | 14      |
| 2004 | «Touché»        | Mainstream Rock Tracks | 7       |
| 2004 | «Touché»        | Modern Rock Tracks     | 33      |